# 小野寺義道
小野寺義道（日语：／ Onodera Yoshimichi，1565年—1645年），日本安土桃山時代及江戶時代前期的武將、大名。出羽國横手城主。小野寺輝道（景道）的次男。兒子為小野寺保道。

## 生涯

### 家督相續
永祿9年（1566年）誕生。母親鮭延氏為輝道的側室。
父親輝道上洛與織田信長會見，兄長嫡男小野寺光道突然病死、正妻的父親大寶寺義氏横死等等情勢混亂下，於天正11年（1583年）繼承家督。義道雖然武勇，但缺乏智略，導致麾下鮭延秀綱離反、由利十二頭的人質一部遇害，加上領内爆發仙北一揆、誤中楯岡滿茂之謀略誅殺八柏道為等等，造成勢力減退。而與最上義光、戶澤盛安爭戰，也造成雄勝郡及平鹿郡的部分領土喪失。

### 歸順秀吉及周邊勢力的抗爭
天正13年（1585年），同盟勢力庄内平野的大寶寺氏遭受最上義光的侵攻，義道也開始侵略最上領地。天正14年（1586年），最上義光與戶澤盛安也入侵義道的領地，天正15年（1587年）義道與盛安議和，但仍與仙北七人眾秋田郡的秋田實季爭戰。
天正18年（1590年），率軍參加豐臣秀吉的小田原征伐，並拜謁秀吉，獲得所領安堵。但在之後的奥州仕置時，由於領内爆發仙北一揆，而被追究責任，於是天正19年（1591年）所領的3分之1遭到沒收，僅僅上浦郡3萬1600石獲得安堵。被沒收的雄勝郡成為最上氏的領土，但由於是父祖輩傳承下來的領地，義道不服判定的結果，仍然繼續支配雄勝郡。
之後臣屬於豐臣氏，並跟隨征討九戶政實之亂。文祿元年（1592年），參加文祿之役而抵達肥前國名護屋，後因功績獲得敘位及任官。
文祿4年（1595年），誤中最上義光的謀略而將家臣八柏道為誅殺。之後，義光為支配雄勝郡而命楯岡城主楯岡滿茂率軍攻陷湯澤城。湯澤城陷落後，岩崎城主岩崎義高向義道請求援軍，但同日今泉城、角間城、鍋倉城、植田城、新田目城等均遭受最上軍的猛攻，致使義道無法向岩崎城派出援軍。之後，前森城主原田大膳夜襲岩崎城，並順利將之攻陷。

### 改易
慶長5年（1600年）關原之戰原本屬於東軍，但被上杉景勝寢返成為西軍，並攻擊最上氏及六鄉氏。戰敗後於1601年遭到德川家康改易，與弟弟康道被流放到石見國津和野。正保2年（1645年）於當地死去，享年80歲。